# Bertrand Kaï
Bertrand Kaï (1983. június 6. –) új-kaledóniai válogatott labdarúgó, aki jelenleg a Hienghène Sport csapatában játszik.

## Klubkarrier
2015-ben csapata, a Hienghène Sport második helyen végzett az új-kaledóniai labdarúgó-bajnokságban, így jogot szerzett arra, hogy indulhasson az óceániai BL 2017-es szezonjában. Az új-kaledóniai együttes a B-csoportba került, mérkőzéseit pedig saját stadionjában játszhatta le. 2017. február 26-án, a csoportkör első meccsén Kaï büntetőből gólt szerzett a Fidzsi-szigeteki Ba csapata ellen, a végeredmény 1-1 lett. Három nappal később Kaï gyönyörű ollózós gólt lőtt, de csapata kikapott 3-1-re az új-zélandi Team Wellington együttesétől. A csoportkör utolsó, harmadik meccsén a Hienghène Sport tét nélküli 3-1-es győzelmet aratott a Cook-szigeteki Puaikura csapata ellen. Kaï a mérkőzésen duplázni tudott. A csoportkört együttese legjobbjaként 4 góllal zárta. A Hienghène Sport a második helyen végzett a csoportban, így nem jutott tovább a rájátszásba.

## Nemzetközi karrier
Kaï 2008. június 14-én debütált az új-kaledóniai labdarúgó-válogatottban egy Vanuatu elleni 1-1-es végeredménnyel végződő meccsen.
2011-ben behívták a Dél-csendes-óceáni játékokra készülő keretbe. A labdarúgótornát Új-Kaledónián rendezték. A csoportkör második mérkőzésén Guam ellen 5 gólt lőtt. Később az Amerikai Szamoa elleni meccsen ismét ő lett a meccs legeredményesebbje 4 találattal. Csapata hazai pályán megnyerte a tornát, a döntőben 2-0-ra legyőzve a salamon-szigeteki labdarúgó-válogatottat. Kaï a torna gólkirálya lett 10 találattal.
2012-ben bekerült az OFC-nemzetek kupájára utazó válogatott keretbe. Június 1-jén mesterhármast lőtt Vanuatu ellen csapata első mérkőzésén. A csoportban a második helyen végeztek Tahiti mögött. Az elődöntőben nagy meglepetésre Új-Kaledónia megverte 2-0-ra Új-Zéland válogatottját, az első gólt Kaï szerezte. A döntőben végül 1-0-ra kikaptak Tahiti labdarúgó válogatottjától, már másodszor a tornán. Kaï összesen 4 gólt szerzett 5 meccs alatt és így ő lett a torna bronzcipőse holtversenyben a Salamon-szigeteki Benjamin Totorival és a tahiti Jonathan és Alvin Tehauval.

## Sikerei, díjai

### Hienghène Sport
- Új-kaledóniai labdarúgó-bajnokság második (2013, 2015)

### AS Magenta
- Új-kaledóniai labdarúgó-bajnokság (2014)

### Válogatott
- Dél-csendes-óceáni játékok (2011)
- OFC-nemzetek kupája második (2012)

### Egyéni elismerések
- Dél-csendes-óceáni játékok gólkirálya: 10 gól (2011)
- Az év óceániai játékosa (2011)

## Fordítás
- Ez a szócikk részben vagy egészben  a   Bertrand Kaï című angol Wikipédia-szócikk fordításán alapul.  Az eredeti cikk szerkesztőit annak laptörténete sorolja fel. Ez a jelzés csupán a megfogalmazás eredetét és a szerzői jogokat jelzi, nem szolgál a cikkben szereplő információk forrásmegjelöléseként.